# Guy Richardson
Guy Colquhoun Richardson (8. september 1921 - 27. oktober 1965) var en engelsk roer.
Richardson var en del af den britiske otter, der vandt en sølvmedalje ved OL 1948 på hjemmebane i London. Briterne sikrede sig sølvmedaljen efter en finale, hvor de kun blev besejret af USA. Norge sikrede sig bronzemedaljerne. Besætningen i Storbritanniens båd blev desuden udgjort af Christopher Barton, Michael Lapage, Paul Bircher, Paul Massey, Brian Lloyd, John Meyrick, Alfred Mellows og styrmand Jack Dearlove.
Richardson var, ligesom de øvrige roere i briternes 1948-otter, studerende ved University of Cambridge. I 1947 og 1948 var han med i båden der besejrede Oxford University i det traditionelle Boat Race på Themsen.
Richardson døde i et flystyrt i London i 1965, 44 år gammel.

## OL-medaljer
- 1948:  Sølv i otter